# Pierre Legrain
 (décembre 2015).
Si vous disposez d'ouvrages ou d'articles de référence ou si vous connaissez des sites web de qualité traitant du thème abordé ici, merci de compléter l'article en donnant les références utiles à sa vérifiabilité et en les liant à la section « Notes et références ».
Pour les articles homonymes, voir Legrain.
Pierre-Émile Legrain est un décorateur, relieur, illustrateur et ébéniste français, né le 2 octobre 1888 à Levallois-Perret (alors en Seine-et-Oise) et mort le 17 juillet 1929 à Paris.

## Biographie
De 1901 à 1907, Il suit des cours de dessin à l’école Germain Pilon où il est le condisciple de Robert Delaunay et Robert Bonfils. En 1908, Legrain rencontre Paul Iribe, grâce à ses dessins pour l’hebdomadaire « Le Témoin ». À partir de 1915 il collabore à « La Baïonnette » avec plusieurs dessins qui préfigurent l'Art déco. 
Pendant que la bataille de Verdun faisait rage, le collectionneur Pierre Doucet suggéra à Pierre Legrain, réformé et sans travail, de s’initier à la reliure. Après en avoir appris les principes élémentaires, entre 1917 et 1919, il réalisa 365 reliures d’une invention extraordinaire, qui firent de lui le maître de la reliure moderne

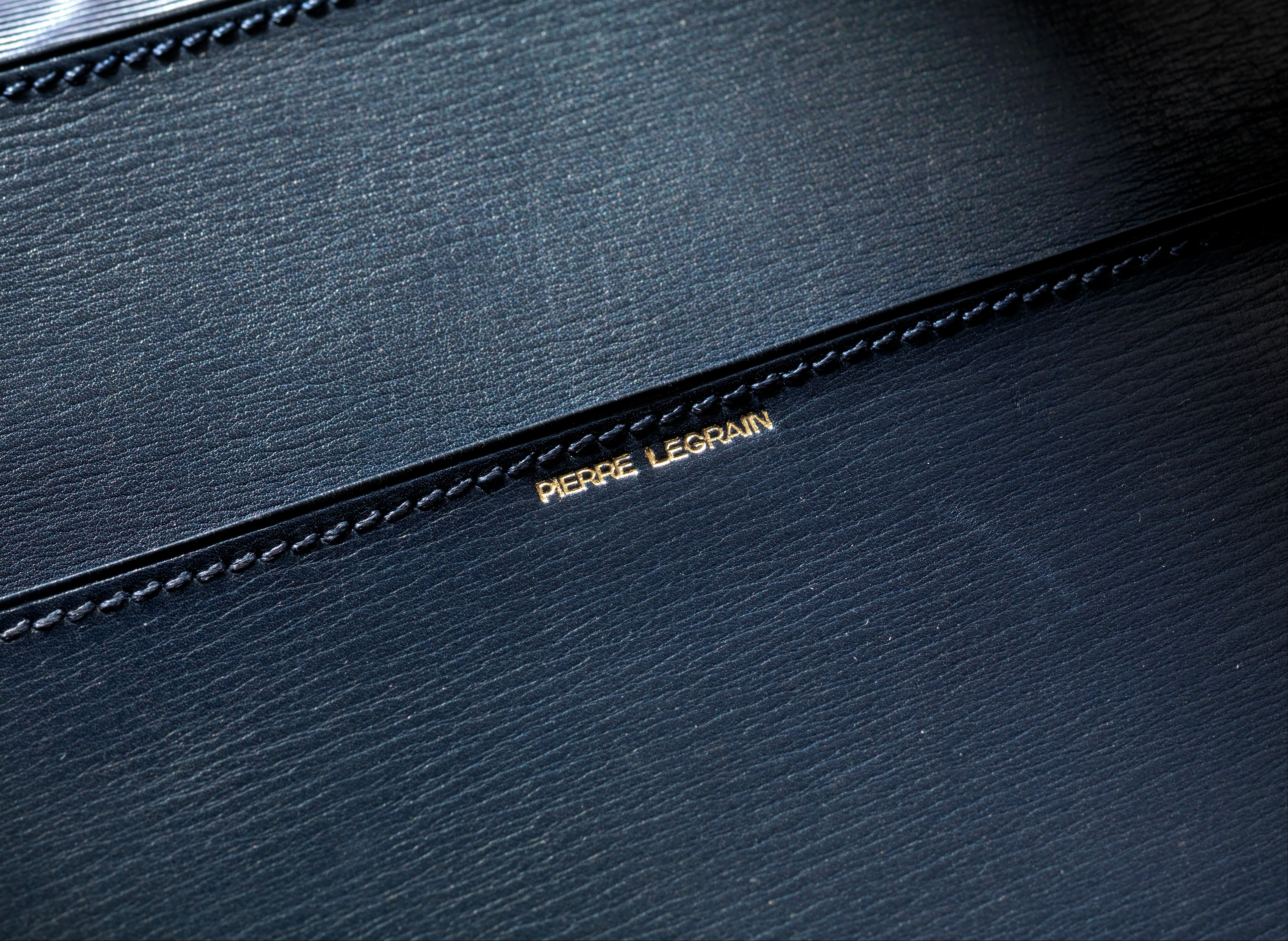
Signature de Pierre Legrain en lettres dorées sur un étui en cuir, vers 1925

En 1919, il se marie et s’installe rue du Val-de-Grâce. Il participe alors à l'aménagement de l’appartement de l’avenue du Bois du couturier Jacques Doucet, dont il devient le décorateur principal après le départ de Paul Iribe pour les États-Unis en 1914, puis, après 1925, de son hôtel particulier de Neuilly. Ses meubles et sièges évoquent alors les objets mobiliers de l’Afrique noire, tels que les  sièges curule, que l'on retrouve également dans la première phase d'aménagement de l'appartement de Suzanne Talbot par Eileen Gray, rue de Lota à Paris, entre 1919 et 1921. Massifs et robustes, ils sont taillés dans des bois exotiques comme l’ébène ou le palmier, auxquels s’ajoutent des matières insolites, tels que le cuir, le parchemin, la toile cirée, la nacre, la glace, le métal. 
En 1920, il est présenté à madame Tachard par Doucet, pour laquelle il décore deux appartements à Paris dans le XVIe arrondissement, puis la célèbre villa de La Celle-Saint-Cloud. En 1921, il expose au Salon des artistes décorateurs une coiffeuse rouge et noire en forme « d’oméga renversé », réalisée pour Vuitton, qui annonce l'usage de formes plus simples et géométriques. En 1922, il installe son atelier au 7 rue d’Argenteuil près du Louvre et se remarie avec Marie Franco. Il aménage alors plusieurs villas et appartements dont ceux de Robert De Rothschild et de la princesse Grace de Grèce, ainsi qu’une chambre à coucher pour le vicomte Charles de Noailles à Fontainebleau en 1923.
En 1924, il participa au Salon des artistes décorateurs à un stand collectif, consacré à « la réception et l’intimité d’un appartement moderne », présenté par Pierre Chareau avec Mallet-Stevens, Eileen Gray, Ruhlmann et le grand couturier Poiret, où il présente une salle de travail avec, pour l’essentiel, des meubles créés pour Doucet. La même année, il réalise à sa demande le cadre d'un tableau de l'artiste brésilienne Tarsila do Amaral, A Cuca, donnant au cuir dont il le garnit l'apparence d'une peau de serpent.
En 1925, il a également créé un jardin, à La Celle-Saint-Cloud.
À l'occasion du XVIe salon des artistes décorateurs de 1926, il forme le Groupe des cinq avec Pierre Chareau, Raymond Templier, Jean Puiforcat et Dominique, qui s’oppose au classicisme de la Société des Artistes Décorateurs.
En 1927-1929, il décore les appartements de Pierre Meyer et de Maurice Martin du Gard. En 1929, il crée le logo de l'U.A.M. et forme Mary Reynolds à l'art de la reliure, mais il meurt subitement d'une crise cardiaque cette même année. L'année suivante une rétrospective lui est consacrée par la première exposition de l'U.A.M.

Quelques créations de Pierre Legrain
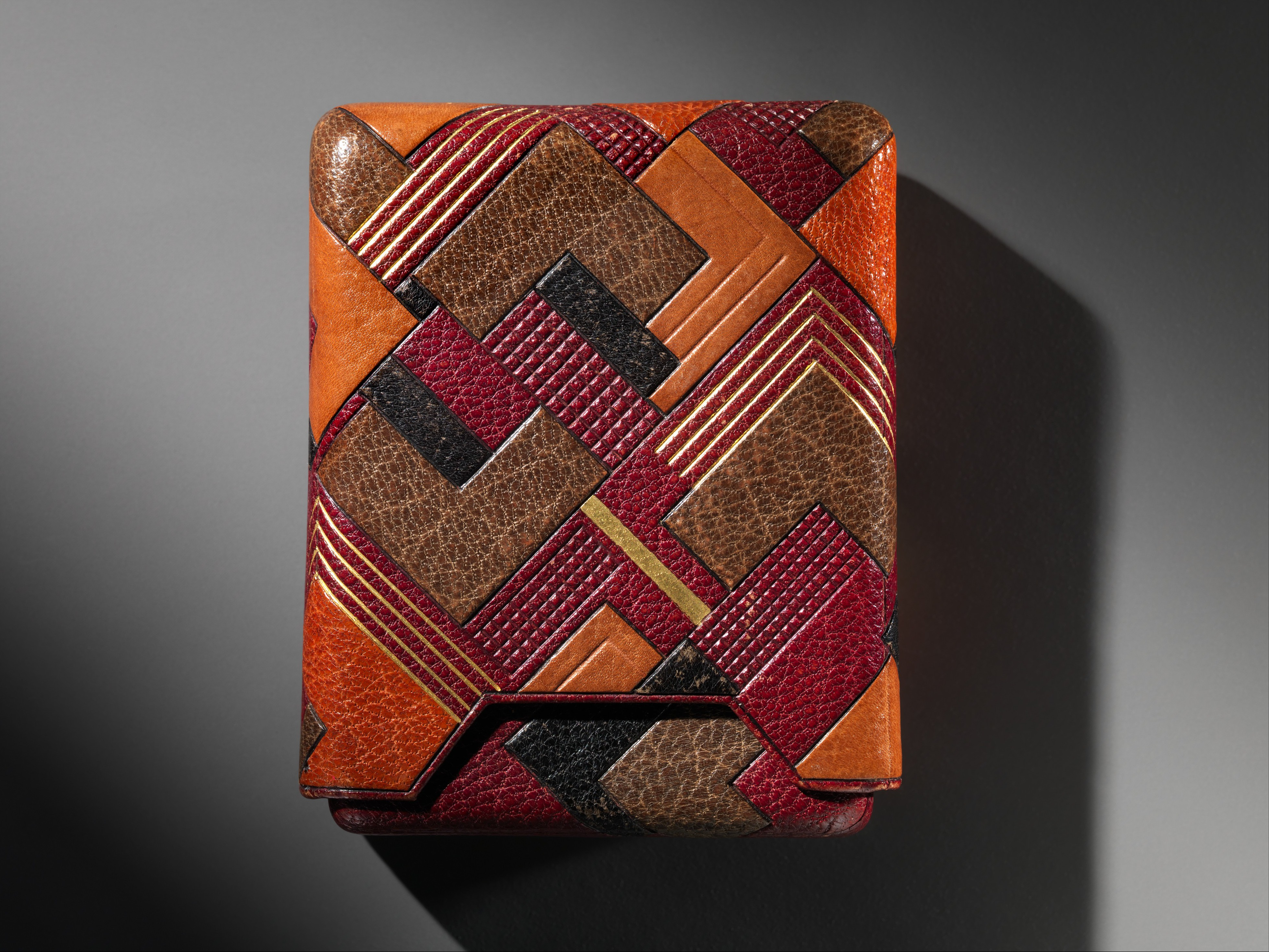
Étui à cigarettes à décor de formes géométriques
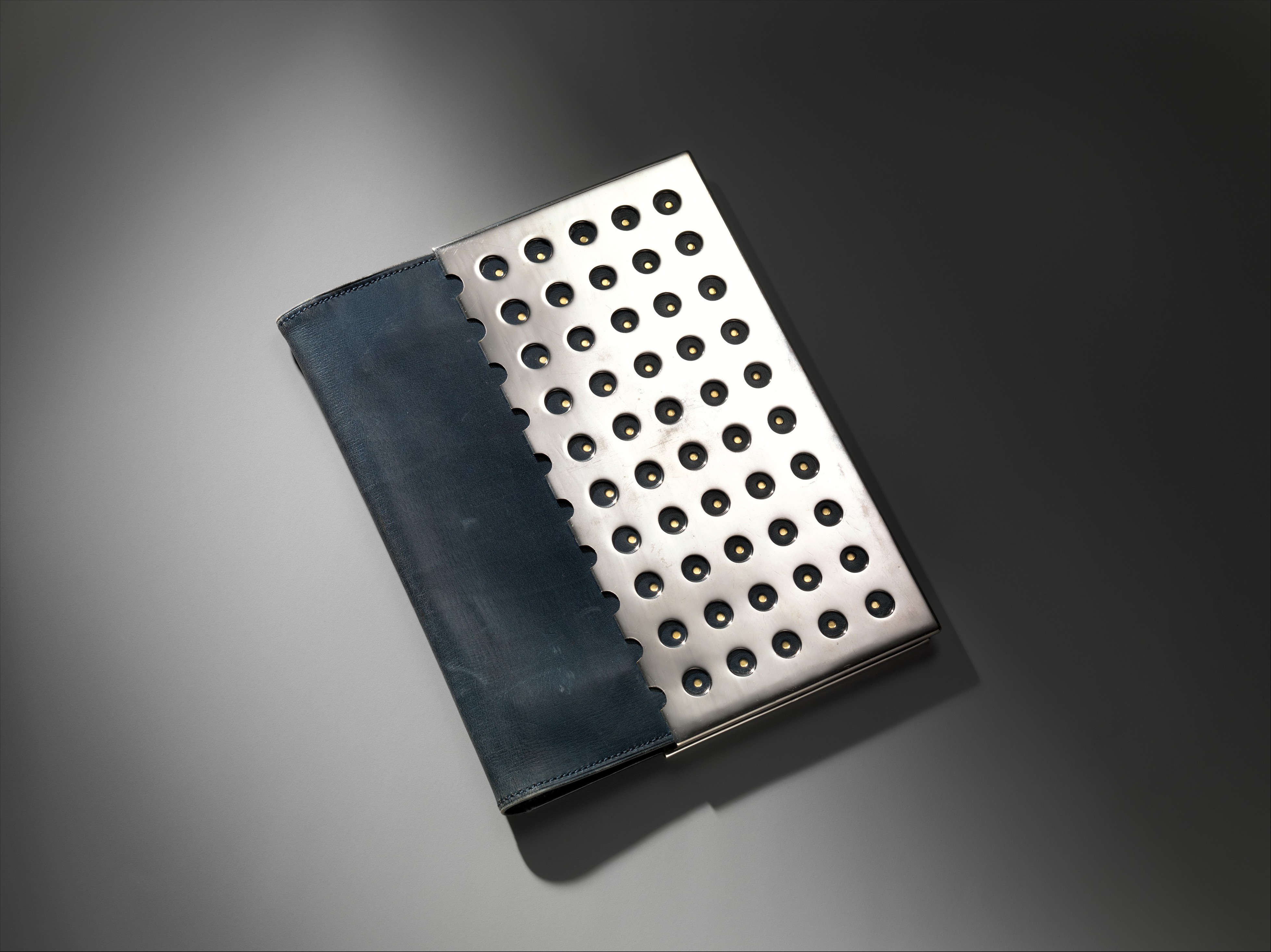
Étui avec couverture chromée
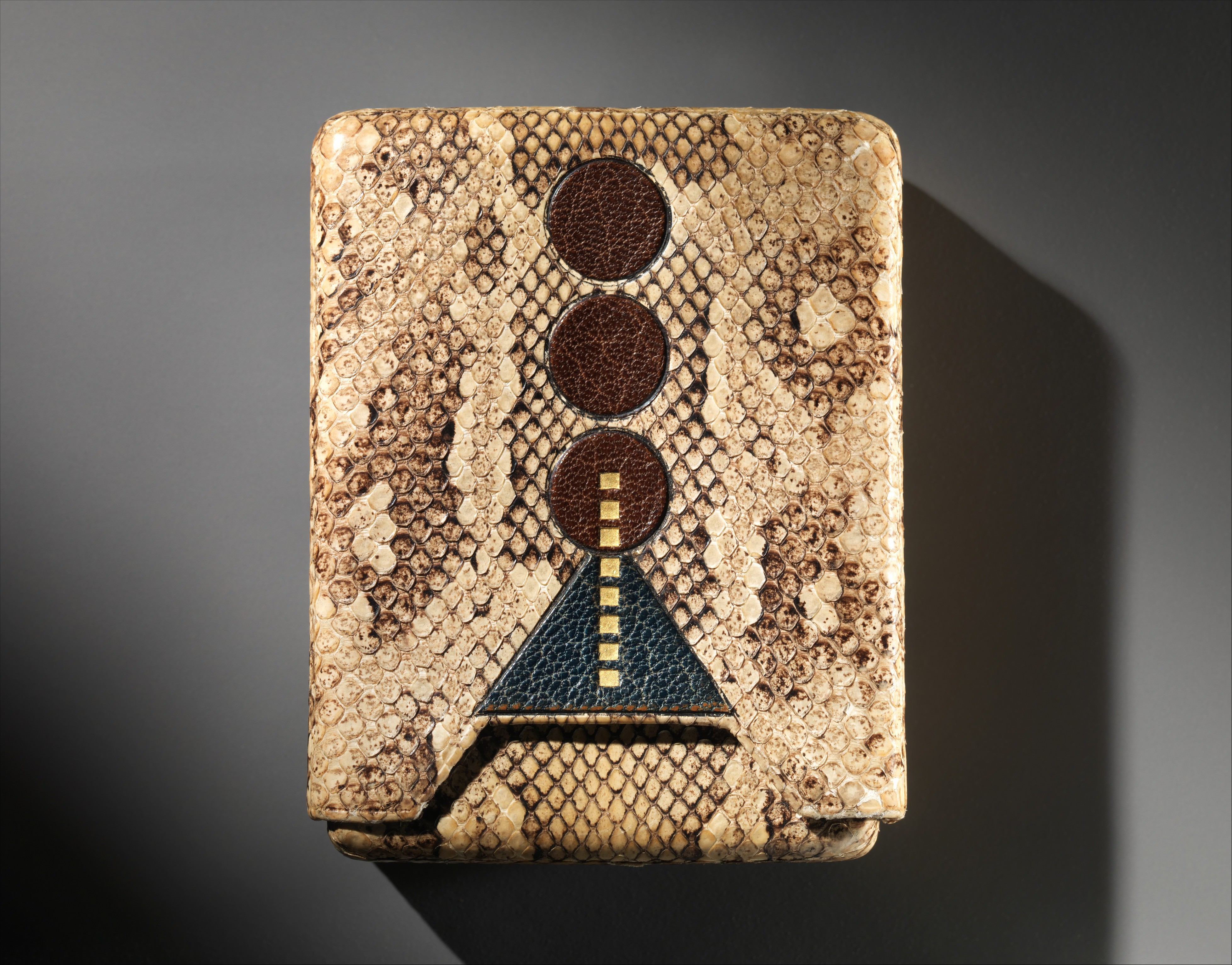
Étui à cigarettes en peau de serpent
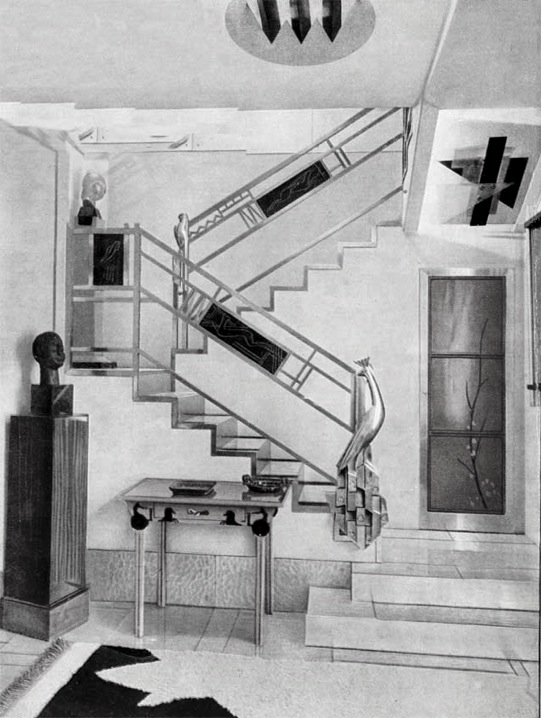
Hôtel particulier de Jacques Doucet à Neuilly (photographié par Pierre Legrain)

## Sa cote
- En 1999, un siège dit curule, pièce unique d'inspiration africano-cubiste, réalisée en ébène et ivoire vers 1923, s'est vendu pour la somme de 625 000 euros.
- En 2006, un siège dit curule, réalisé en 1921, s'est vendu pour 549 109 euros.